# Mesztegnyő
Mesztegnyő là một thị trấn thuộc hạt Somogy, Hungary. Thị trấn này có diện tích 44,71 km², dân số năm 2010 là 1409 người, mật độ 32 người/km².